# Antonio Janigro
Antonio Janigro, né le 21 janvier 1918 à Milan et décédé le 1er mai 1989 dans la même ville, est un violoncelliste, professeur et chef d'orchestre italien.

## Biographie
Antonio Janigro est né à Milan, via Guido d'Arezzo dans une famille de musiciens. Son père Nicola Janigro natif du Molise, est un pianiste de talent qui voulait devenir virtuose, mais avait été blessé au bras gauche pendant la guerre par un tireur d'élite. Sa mère, née Maria Cavo, violoniste professionnelle, est originaire de Ligurie.

### Formation
Antonio commence l'étude du piano à six ans et du violoncelle à huit (1926). Il a d'abord étudié avec Giovanni Berti (sur un petit instrument). Son père lui donne à choisir : « Soit vous serez un artiste digne de ce nom, soit vous serez un musicien amateur, jouant pour votre propre plaisir ; dans ce cas, vous deviendrez avocat, comme vos deux grands-pères. Vous devez décider avant qu'il ne soit trop tard. » Antonio fait rapidement son choix, tant il apprécie l'instrument. L'année suivante, il entre au Conservatoire Verdi de Milan, où il reçoit l'enseignement de Gilberto Crepax.
En 1929, sa mère Maria lui permet de jouer avec Pablo Casals de passage à Milan. Le maître catalan, impressionné, lui donne une recommandation pour Diran Alexanian à Paris, où il enseigne de 1921 à 1937. Casals écrit dans sa lettre : « Magnifique instrumentiste, doué de goût et, j’espère, sérieux, il doit devenir une brillante figure de notre instrument. »
Quelque temps après la mort de son père à Tunis, exilé en raison de ses positions anti-fascistes, et la fin de ses études à Milan, Janigro poursuit donc son perfectionnement avec Diran Alexanian à l'École normale de Paris dès 1934 et en sort diplômé en 1937 ; il a dix-sept ans.
Dans le riche environnement de la capitale française, pendant ses années d'études parisiennes, il lie des relations amicales avec le pianiste Dinu Lipatti et la violoniste Ginette Neveu qui sont ses camarades de classe à l'École Normale et entre en contact avec Cortot, Thibaud, et les compositeurs ou professeurs Nadia Boulanger, Paul Dukas, Stravinsky, Martinů et d'autres personnalités. Il commence à se produire en récital alors qu'il est encore étudiant, avec Dinu Lipatti, et ensuite régulièrement avec les pianistes Paul Badura-Skoda, un élève d'Edwin Fischer, Carlo Zecchi, un élève d'Artur Schnabel et Georges Enesco. 
Ses études terminées, dans le train qui le transporte à Milan, alors qu'il répète avec son instrument, il rencontre un agent qui lui propose ses premiers concerts professionnels.

### Croatie
En vacances en Croatie avec sa mère, il est bloqué par le début de la guerre, ce qui l'oblige à passer la durée du conflit à Zagreb. Il y développe une carrière d'enseignant, marquant de son empreinte la musique de chambre, au conservatoire de Zagreb, ainsi qu'une forte influence sur l'école de violoncelle en Yougoslavie, animant la vie musicale avec l'aide de son collègue Rudolf Matz. Il se produit également au sein du trio Maček – Šulek – Janigro.
En 1953, il épouse Neda Cihlar, fille de l'écrivain croate Milutin Nehajev (1880–1931). Ils ont deux enfants, Nicole et Damir. La même année, il fonde l'orchestre de chambre I Solisti di Zagreb composé d'une douzaine de cordes. L'orchestre est dissous en 1967, après l'invitation de Dmitri Chostakovitch que Janigro connaissait personnellement, depuis une tournée en URSS effectuée en 1957.
Janigro a aussi développé une carrière de chef d'orchestre entamée dès 1948, notamment à la tête de l'Orchestre symphonique de la Radio de Zagreb, et a été bientôt chef d'orchestre invité partout en Europe. Dans ce domaine, loin de se cantonner à un répertoire baroque ou classique, Janigro a aussi joué les contemporains, tels Roussel, Ligeti et Penderecki.

### Carrière internationale
Après la guerre Janigro voyage et reprend son activité de soliste en Amérique du Sud et en Extrême-Orient, jouant avec Carlo Zecchi, Eugenio Bagnoli et Aldo Ciccolini et fait ses premiers disques, notamment en trio, avec Paul Badura-Skoda et Jean Fournier ; avec le chef Erich Kleiber. En 1956, il fait ses débuts aux États-Unis, et en 1959, il enregistre avec Fritz Reiner et l'Orchestre de Chicago, le Don Quichotte de Strauss. Il est invité à remplacer Ferenc Fricsay au RIAS pour une série de concerts en RFA et à Berlin.
Au début des années 1960, il enregistre deux concertos de Mozart avec Brendel, qui avait passé, comme lui, la guerre à Zagreb.
Il vit et enseigne une trentaine d'années à Zagreb (jusqu'en 1965), puis retourne à Milan avec sa famille, et dirige l'ensemble Angelicum pendant deux ans. En 1967, invité par l'Orchestre de Chicago, il est victime d'une crise cardiaque qui l'oblige à réduire son activité.
En 1968, quelques semaines après la mort brutale de Karl Ristenpart, il prend la tête de l'Orchestre de chambre de la radio de la Sarre (Saarländisches Kammerorchester), que Ristenpart avait lui-même fondé en 1953. Puis il dirige la Camerata Academica du Mozarteum de Salzbourg de 1971 à 1974. Il donne des master classes en Angleterre, au Portugal, au Canada et en Italie.
Professeur de talent, Janigro forme et promeut de jeunes talents. Tout au long de sa vie, de nombreux violoncellistes du monde entier sont venus en Allemagne pour travailler avec lui. Pendant la décennie 1965-1974, il enseigne à l'Académie de Musique de Dusseldorf puis en 1975, à la Staatliche Hochschule für Musik und Kunst de Stuttgart. Parallèlement, depuis 1971, il enseigne au Mozarteum de Salzbourg.
De son travail pédagogique est issu un large éventail de personnalités très différentes d'interprètes. Parmi ses élèves, on note Julius Berger, Mario Brunello, Thomas Demenga, Michael Flaksman, Michael Groß, Antônio Meneses, Andrej Petrac, Mario de Secondi, Gustavo Tavares, Christoph Theinert, Stefan Tittgen, Stefan Trauer, le compositeur Giovanni Sollima, Enrico Dindo.
Janigro jouait sur un instrument Guadagnini de 1769.

## Hommages
- Paavo Heininen, Poème à Antonio Janigro (1974)
- Le Concours international de violoncelle Antonio Janigro se tient à Zagreb depuis 1996, tous les quatre ans environ.
- En 2007, son fils Jamir, aujourd'hui docteur en neurologie, fonde à Cleveland, l’Antonio Janigro Foundation[9].

## Discographie partielle
Janigro a principalement enregistré pour les labels Westminster, Vanguard Classics et RCA, ainsi que pour des firmes locales d'Allemagne et de Croatie.
Soliste
- années 1950 : Boccherini, Concerto pour violoncelle no 9 G. 482 - Orchestre Symphonique de Prague, Dir. Milan Horvat (Prague 1948, Westminster/Doremi DHR-8016)
- années 1950 : Brahms, Double concerto pour violon et violoncelle - Jean Fournier, violon, Orchestre symphonique de Vienne, Dir. Hermann Scherchen (Vienne, Westminster)
- années 1950 : Haydn, Concerto pour violoncelle no 2 en ré majeur - Orchestre Opéra Vienne, Dir. Felix Prohaska (Westminster)
- années 1950 : Antonín Dvořák, Concerto pour violoncelle - Antonio Janigro, violoncelle, Orchestre Symphonique de Vienne Dir.  Dean Dixon, (Westminster/ABC Records W-9716)
- 1959 : Strauss, Don Quichotte, op. 35 - Orchestre symphonique de Chicago, Dir. Fritz Reiner (Chicago, 11 avril 1959, RCA)
- années 1960 : Vivaldi, Concertos pour instruments divers - Solisti di Zagreb, Dir. Antonio Janigro (années 1960, The Bach Guild, Vanguard Records Stereolab LP, BG/BGS-70665).
- 1973 : Vivaldi, Les Quatre Saisons - Solisti di Zagreb (Vanguard) (OCLC 476294540)

Chambriste
- 1954 : Bach, Suites pour violoncelle seul (Vienne, Westminster/Doremi DHR-8014-5)
- 1956 : Bach, Sonates pour violoncelle et clavecin - Robert Veyron-Lacroix, clavecin (1956, Westminster XWN 18627/Doremi DHR-8014-5)
- 1956 : Vivaldi, Sonates pour violoncelle - Robert Veyron-Lacroix, clavecin (Vienne, Westminstser)
- années 1950 : Brahms : Sonates pour violoncelle -  Paul Badura-Skoda, piano (Westminster)
- années 1950 : Brahms, Trio avec piano no 1, op. 8 - Paul Badura-Skoda,  piano ; Jean Fournier, violon (Westminster)
- années 1950 : Chostakovitch, Sonate pour violoncelle, op. 40 - Eva Wollmann, piano (Westminster)
- années 1950 : Haydn, Trios avec piano nos 1, 5, 10, 12, 14, 16, 17, 25, 27-30 - Paul Badura-Skoda,  piano ; Jean Fournier, violon (Westminster)
- 1952 : Schubert, Trios avec piano - Paul Badura-Skoda, piano, ; Jean Fournier, violon (Vienne, Westminster)
- 1952 : Beethoven, Trios avec piano - Paul Badura-Skoda, piano, ; Jean Fournier, violon (Vienne, Westminster)
- 1953 : Debussy, Sonate pour violoncelle - Ginette Doyen[10], piano (Vienne, novembre 1953, Westminster)
- années 1950 : Beethoven, Sonates pour violoncelle - Carlo Zecchi, piano (1950)
- 1956 : Mozart, Trios avec piano nos 1 à 6 - Paul Badura-Skoda,  piano ; Jean Fournier, violon (Westminster)
- 1956 : Rossini, 6 Sonata a quatro - Solisti di Zagreb (Vanguard)
- 1962 : Beethoven, Sonates pour violoncelle - Jörg Demus, piano

Chef d'orchestre
- 1959 : Bach, Suite no 2, Concerto brandebourgeois no 5 - Jean-Pierre Rampal, flûte ; Jelka Stanic, violon ; Robert Veyron-Lacroix, clavecin ; I solisti di Zagreb, dir. Antonio Janigro (1959, RCA)
- 1963 : Haydn, Symphonies Sturm und Drang nos 44 à 49 - Orchestre Symphonique de la Radio de Zagreb (19-20 août 1963, 2CD Vanguard / The Bach Guild ATM-CD-1495)[11]
- 1965 : William Boyce, 8 symphonies -  I solisti di Zagreb (Vienne, Vanguard)
- 1966 : Mozart, Concertos pour piano 9 et 14 - Alfred Brendel, piano, Solisti di Zagreb (Vienne, Vanguard)
- 1967 : Schubert, Messe en la-bémol majeur D. 678 (LP Angelicum)
- 1970 : Ligeti, Ramifications (1969), pour orchestre à cordes - Orchestre Symphonique de la Radio de Sarrebruck (novembre 1970, Wergo WER 60 059) (OCLC 221672064)